# Ханда Ріку
Ханда Ріку (яп. 半田 陸, нар. 1 січня 2002, Префектура Ямаґата) — японський футболіст, захисник клубу «Гамба Осака» та олімпійської збірної Японії.

## Клубна кар'єра
Народився 1 січня 2002 року в префектурі Ямаґата. Вихованець юнацьких команд футбольних клубів «Камінояма Камелеон» та «Монтедіо Ямагата».
У дорослому футболі дебютував 2019 року виступами за команду «Монтедіо Ямагата», в якій провів три сезони, взявши участь у 92 матчах чемпіонату.  Більшість часу, проведеного у складі «Монтедіо Ямагата», був основним гравцем захисту команди.
До складу клубу «Гамба Осака» приєднався 2023 року. Станом на 1 червня 2024 року відіграв за команду з Осаки 34 матчі в національному чемпіонаті.

## Виступи за збірні
2017 року дебютував у складі юнацької збірної Японії (U-17), загалом на юнацькому рівні взяв участь у 15 іграх.
З 2021 року залучається до складу молодіжної збірної Японії. На молодіжному рівні зіграв у 18 офіційних матчах.
2024 року включений до лав олімпійської збірної Японії. У її складі — учасник футбольного турніру на Олімпійських іграх 2024 року в Парижі.